# إينا كوروبكينا
إينا كوروبكينا (بالإنجليزية: Inna Korobkina)‏ هي ممثلة وعارضة أزياء روسية كندية ولدت في يوم 23 فبراير 1981 في مدينة ماغادان في روسيا، مثلت في العديد من الأفلام الروسية والكندية والأمريكية، عملت في المراهقة فر عروض الأزياء وأكملت تعليمها في الموضة من جامعة رايرسون، بدأت التمثيل في سنة 2000، في سنة 2010 تزوجت من الممثل الأمريكي الإسكتلندي ستيف فالنتين ولها إبنين منه.

## روابط خارجية
- إينا كوروبكينا على موقع IMDb (الإنجليزية)
- إينا كوروبكينا على موقع ميوزك برينز (الإنجليزية)
- إينا كوروبكينا على موقع قاعدة بيانات الفيلم (الإنجليزية)